# Tim Nanai-Williams
Pas d'image ? Cliquez ici

a Compétitions nationales et continentales officielles uniquement.

b Matchs officiels uniquement.
Dernière mise à jour le 31 janvier 2024.
Tim Nanai-Williams, né le 12 juin 1989 à Auckland, est un joueur de rugby à XV et rugby à sept international samoan d'origine néo zélandaise. C'est un trois-quart polyvalent, capable d'évoluer aux postes d'arrière, d'ailier, de centre ou encore demi d'ouverture. Il mesure 1,82 m pour 90 kg.
Il est le frère de l'ancien troisième ligne Nick Williams, et le cousin de l'international néo zélandais à XIII et à XV Sonny Bill Williams.

## Carrière

### En club
Il a fait ses débuts professionnels en ITM Cup (championnat des provinces néo-zélandaises) avec les Counties Manukau en 2008 à seulement 18 ans. 
Après de bonnes performances, il est intégré à la province des Chiefs en Super Rugby en 2010.
Il s'impose alors comme un cadre de cette équipe grâce à sa polyvalence (arrière, ailier ou centre) et ses appuis redoutables. 
Il est champion du Super Rugby à deux reprises en 2012 et 2013.
Il connait une expérience au Japon, de 2015 à 2016, avec les Ricoh Black Rams en Top League.
En 2018, il signe un contrat de trois saisons avec le club français de l'ASM Clermont, évoluant en Top 14, avec qui il gagne le Challenge européen en 2019 ,.
En 2021, à la fin de son contrat avec Clermont, il reste en Top 14 et s'engage avec le Stade toulousain pour deux saisons. Avec Toulouse, il prend part à l'obtention du titre national en lors de la saison 2022-2023. Non-conservé au terme de son contrat, il quitte le club en juin 2023.
En septembre 2023, l'AS Béziers, club évoluant en Pro D2, annonce le recrutement du joueur pour le reste de la saison 2023-2024 en tant que joker médical.

### En équipe nationale
Tim Nanai-Williams a tout d'abord évolué avec l'équipe de Nouvelle-Zélande des moins de 17 ans et les Schoolboys en 2006-2007.
Il est également retenu dans le groupe de l'équipe de Nouvelle-Zélande à sept en 2008.
Après avoir longtemps attendu d'être sélectionné avec les All Blacks, il décide en 2014 de profiter de l'assouplissement des règles d’éligibilités au niveau international pour représenter son pays d'origine : les Samoa. Il est le premier joueur à pouvoir bénéficier de ce système.
Pour y parvenir, il a du jouer avec l'équipe des Samoa à sept en 2014.
Il obtient sa première cape internationale avec les Samoa le 8 juillet 2015 à l’occasion d’un test-match contre l'équipe de Nouvelle-Zélande à Apia.
Tim Nanai-Williams fait partie du groupe samoan sélectionné par Stephen Betham pour participer à la Coupe du monde 2015 en Angleterre. Il dispute quatre rencontres contre les États-Unis, l'Afrique du Sud, le Japon et l'Écosse.
En 2019, il est retenu par le sélectionneur Steve Jackson dans le groupe samoan pour disputer la Coupe du monde au Japon. Il joue quatre matchs lors de la compétition, contre la Russie, l'Écosse, le Japon et l'Irlande.

## Palmarès

### En club
- Vainqueur du Super Rugby en 2012 et 2013 avec les Chiefs.
- Vainqueur du Challenge européen en 2019 avec l'ASM Clermont.
- Finaliste du Championnat de France en 2019 avec l'ASM Clermont.
- Vainqueur du Championnat de France en 2023 avec le Stade toulousain.

### En équipe nationale
Participation à la Coupe du monde en 2015 (4 matchs) et 2019 (4 matchs).